# Władysławowo (stacja kolejowa)
Władysławowo – stacja kolejowa we Władysławowie, w województwie pomorskim, w Polsce. Według klasyfikacji PKP ma kategorię dworca turystycznego.

## Ruch pasażerski
| Rok  | Wymiana roczna | Wymiana pasażerska na dobę | miejsce w Polsce |
| ---- | -------------- | -------------------------- | ---------------- |
| 2017 | 803 000        | 2 200                      |                  |
| 2018 | 876 000        | 2 400                      |                  |
| 2019 | 986 000        | 2 700                      | 99               |
| 2020 | 659 000        | 1 800                      | 91               |
| 2021 | 986 000        | 2 700                      | 74               |
| 2022 |                | 3 100                      |                  |

## Położenie
Stacja Władysławowo umieszczona jest w centrum miasta, z drugiej strony ulicy znajduje się dworzec autobusowy. We Władysławowie znajduje się również przystanek Władysławowo Port.

## Historia

### 1922–1945
Kolej dotarła do Władysławowa w 1922 roku w ramach budowy linii do Helu (wcześniej linia ta docierała tylko do Swarzewa, gdzie biegła dalej do Krokowej). 16 września 1922 roku otwarto stację Wielka Wieś (dzisiejsze Władysławowo).

### 1945–1989
W 1950 zmieniono nazwę miejscowości na Władysławowo, co spowodowało również zmianę nazwy stacji kolejowej.

### Po 1989
W 1998 roku ruch na stacji Władysławowo oraz całej Mierzei Helskiej został zautomatyzowany i jest sterowany z nastawni we Władysławowie, co pozwoliło na zwiększenie przepustowości tej linii.
Dworzec został zmodernizowany w 2023 roku. Dzięki inwestycji dworzec stał się przystosowany dla osób o ograniczonej sprawności ruchowej.

## Linia kolejowa
Władysławowo jest mijanką na jednotorowej, niezelektryfikowanej, normalnotorowej linii kolejowej nr 213 łączącej Redę z Helem.

## Pociągi

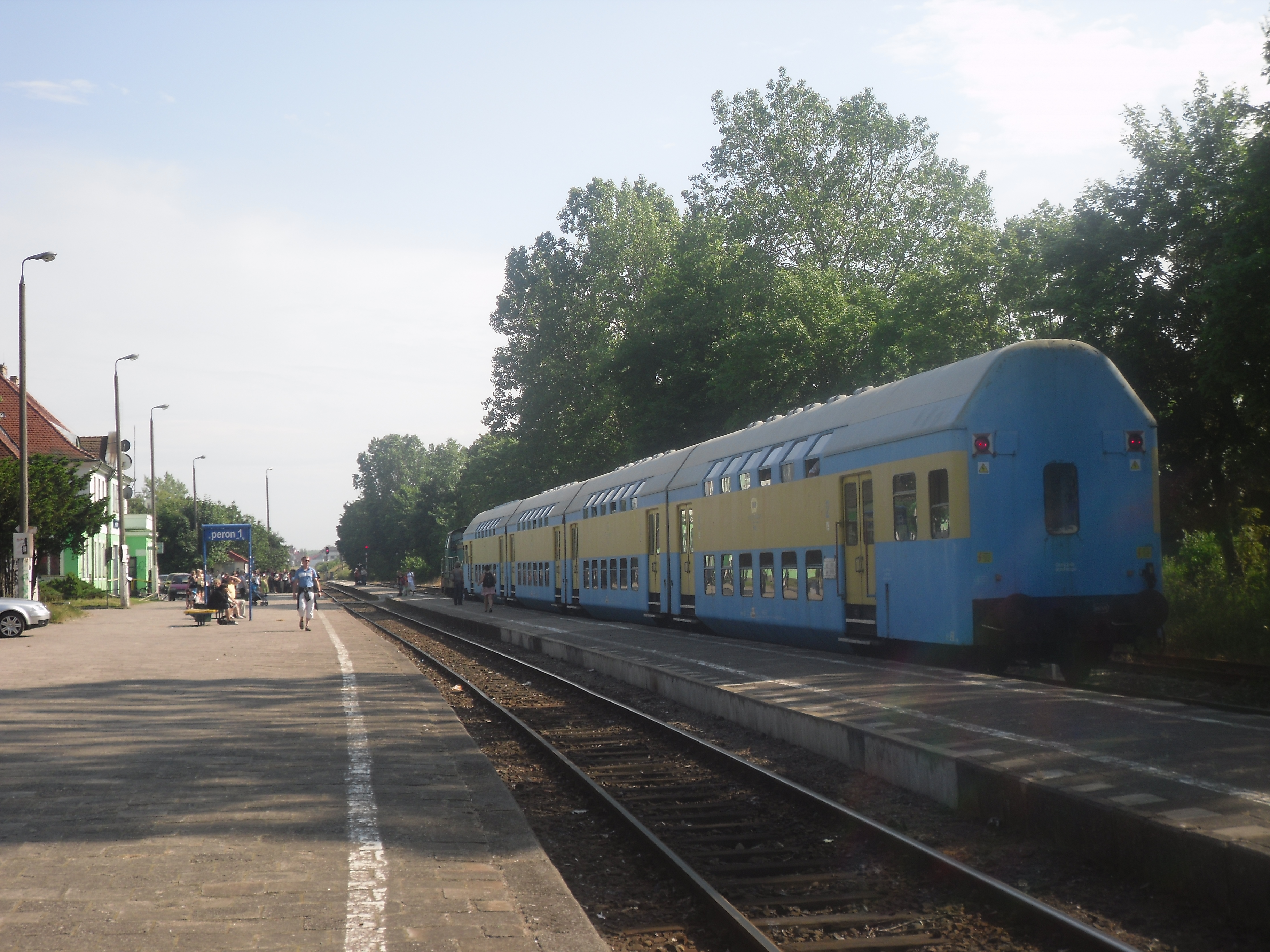
Pociąg relacji Hel – Gdynia Główna składający się z SM42 i czteroczłonowej Bipy

### Pociągi osobowe
We Władysławowie zatrzymują się pociągi Polregio relacji Gdynia Główna – Hel i Gdynia Główna – Władysławowo.

### Pociągi Twoich Linii Kolejowych
We Władysławowie zatrzymują się sezonowe pociągi pospieszne TLK jadące z/do Helu, Krakowa Głównego, Katowic, Wrocławia, Krakowa Bogumina i Lublina.

### Pociągi ekspresowe
Na stacji zatrzymuje się sezonowy pociąg EIC Jantar relacji Warszawa Zachodnia – Hel.

### Pociągi retro
Okazjonalnie uruchamiane są połączenia typu retro, obsługiwane zabytkowym składem.
Dodatkowe pociągi
Na stacji w 2018 zatrzymywały się pociągi spółki  Arriva
W relacji Bydgoszcz Główna - Hel oraz Hel - Władysławowo

## Infrastruktura

### Dworzec
Budynek stacyjny jest murowany. Wewnątrz znajdują się kasy, poczekalnia oraz duża tablica rozkładów jazdy. Oprócz tego wewnątrz budynku znajduje się nastawnia zdalnego sterowania „W”. Od 2011 roku w budynku dworca znajduje się informacja turystyczna, a od 2012 roku punkt usług kserograficznych.

### Tory
Na stacji są trzy tory, jeden przelotowy, dwa służą do wsiadania i wysiadania z pociągu. Przed 2014 rokiem był też czwarty tor, który zlikwidowano w związku z prowadzonym remontem.

### Perony

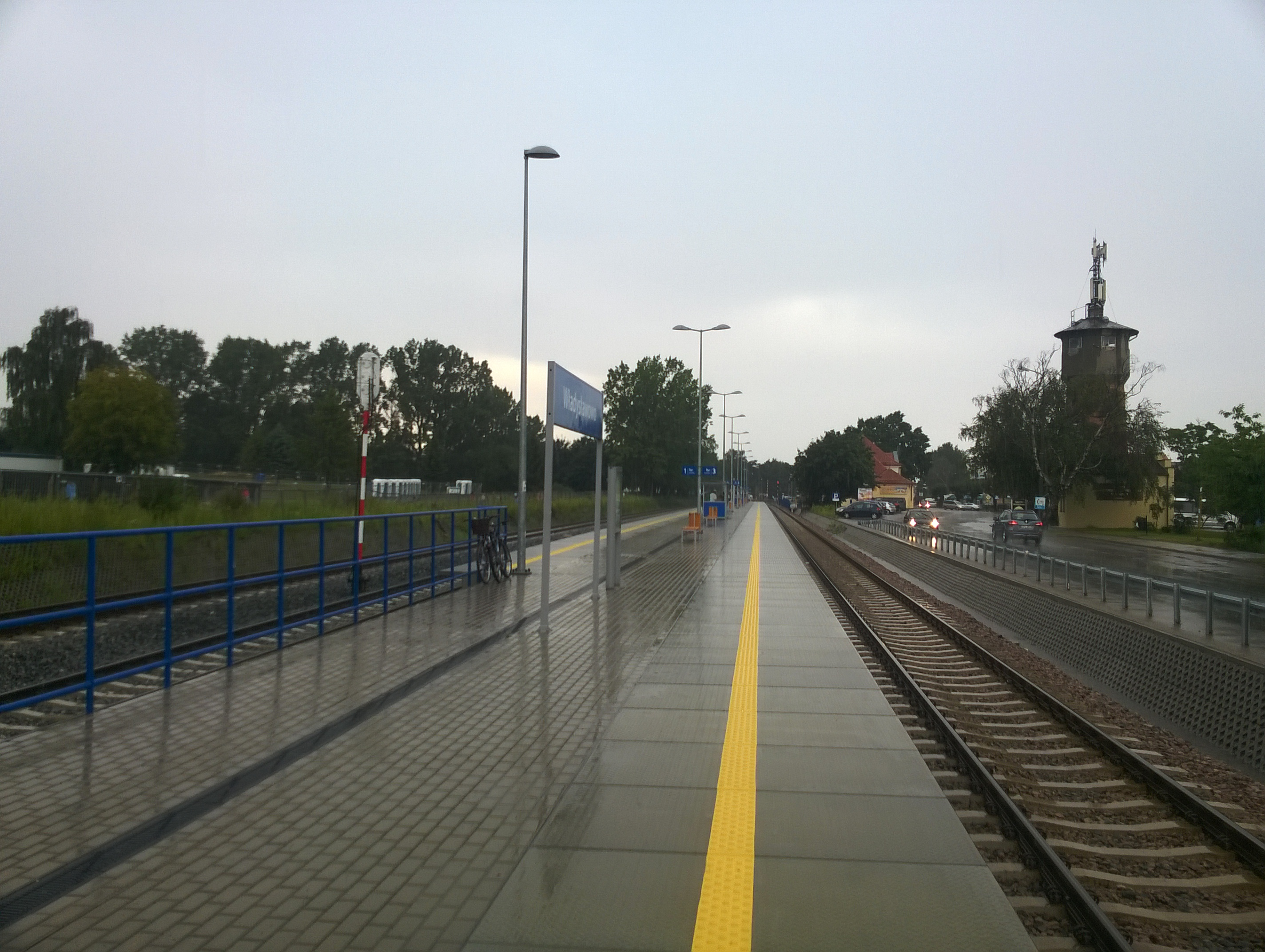
Widok w kierunku Helu

Na stacji podczas remontu w 2014 roku zlikwidowano jeden z dwóch peronów. Perony nie są kryte.

### Pozostałe budynki
Po prawej stronie patrząc od strony dworca znajdują się toalety.

### Semafory
Na stacji znajdują się semafory świetlne, trójkomorowe.